# 大头儿子和小头爸爸
《大头儿子和小头爸爸》是1990年代中后期由中国中央电视台和上海东方电视台联合制作的一部亲子教育题材的电视动画，由郑春华所著的同名儿童文学改编。故事通过展现中国大陆改革开放后一个典型三口之家的家庭生活，教育小朋友如何懂事。这部动画以及其主题曲很受欢迎，成为许多中国孩子心中的经典。
《大头儿子和小头爸爸》总共两部，每部78集，共156集。最早于1995年开始制作，由上海科学教育电影制片厂与中央电视台联合摄制。第一集《小鸽子》于1995年12月31日正式完成。
1996年，该片在上海东方电视台和中国中央电视台第一套儿童节目《动画城》首次试播，并在年中制作完成了前26集。1996年下半年，该片的第一部定为78集，并在年底完成了上半部39集的制作。第一部全部78集于1998年制作完成并首播。第二部的78集，则于2002年首播。
自1990年代中后期开始，《大头儿子和小头爸爸》动画系列片陆续在央视及其他电视台重复播映，也发行了VCD，曾获得第十六届大众电视金鹰奖。
新版动画剧《新大头儿子和小头爸爸》于2013年11月28日起在中国中央电视台少儿频道《银河剧场》首播，目前有八季（第六季片名为《新大头儿子和小头爸爸之英雄梦》，第七季为《新大头儿子和小头爸爸之智能小当家》，第八季为《新大头儿子和小头爸爸之欢乐亲子营》）。自2014年起，每年春节都有一集约50分钟的特别篇；另有五部剧场版及两部真人电视情景剧（分别于2018年及2022年播出，总计200集；导演：英达）。

## 制作人员
- 导演：魏星，崔世昱
- 出品人：赵文江
- 制作人：赵欣
- 编剧：郑春华
- 监制：梁晓涛，李晓健
- 造型设计：刘泽岱
- 策划：席志杰，张永民
- 背景设计：新本，曹培敏，金辉
- 作曲：邱悦
- 动画台本：熊南清
- 设计稿：罗红霞
- 带头：唐志旺
- 原画：刘海泉，方晨曦
- 绘景：金辉
- 总校：钱佩钦
- 电脑合成：张玉凤，刘晓鹏
- 编辑：席志杰
- 录音：晓晓
- 拟音：钱守一，胡伟明
- 技术：李志明
- 配音导演：苏光琪
- 配音演员：符冲，姚佩华，范蕾颖
- 制片：李文然

## 人物
大头儿子（配音：姚培华（老版）、刘纯燕（新版））
头特别的大，非常爱玩。
小头爸爸（配音：符冲（老版）、董浩（新版））
桥梁工程师，退役海军中尉。头特别的小，富有童心。
围裙妈妈（配音：范楚绒（老版）、鞠萍（新版））
家庭主妇。身体又圆又胖，唠唠叨叨，厨艺高强。

## 原声音乐
第一部 (1995年)
- 主题歌《快乐父子俩》
  - 作词：郑春华 作曲：邱悦
  - 演奏：金晓平 拟音：钱守一、张永梅
  - 演唱：宋怀强

第二部 (2002年)
- 主题歌《快乐父子俩》
  - 作词：郑春华 作曲：邱悦
  - 演奏：金晓平 拟音：钱守一、胡伟明
  - 演唱：中福会少年宫小伙伴艺术团合唱团

新版 (2013年)
- 主题歌《快乐父子俩》
  - 作词：东动[1] (郑春华) 作曲：邱悦
  - 演唱：月亮姐姐 (中央电视台少儿节目主持人王淏)

备注：
*^[1]  “东动”，即东方动画公司的简称。

## 版权争议
杭州大头儿子公司起诉央视动画，提出三个动画形象连同其他费用，一共索赔人民币156万元。杭州大头儿子公司称，央视动画未经许可且未支付报酬，在2013年将《大头儿子和小头爸爸》人物形象改编为新人物形象，推出《新大头儿子和小头爸爸》，并对新人物形象进行展览、宣传，侵害了大头儿子公司对美术作品享有的著作权。参与创造的美术师刘泽岱否认授权央视动画。一审判决，央视动画在拍《新大头儿子和小头爸爸》时未向原作者许可，构成侵权；但法院并没有判决央视动画停止侵权，法院的解释为《新大头儿子和小头爸爸》获得广泛认知度和很好的社会效果，如果判决停播，会造成社会资源的巨大浪费，因此以提高赔偿额作为停止侵权行为的替代方式，判决央视动画赔偿杭州大头儿子公司人民币126.612万元。一审判决后，央视动画、杭州大头儿子公司均对判决不服并提出了上诉。最终，法院认定双方上诉主张都不成立，驳回上诉，维持原判。
2015年7月24日，央视动画就著作权侵权一事进行了回应，称法院一审判决结果实为1995年版《大头儿子和小头爸爸》和2013年版《新大头儿子和小头爸爸》的全部著作权均归属央视动画所有。

## 节目变迁
| 重温经典频道 动画剧场 週一至週日 18:00-18:30 | 重温经典频道 动画剧场 週一至週日 18:00-18:30         | 重温经典频道 动画剧场 週一至週日 18:00-18:30 |
| -------------------------------------------- | ---------------------------------------------------- | -------------------------------------------- |
|                                              | 大头儿子和小头爸爸 (第二部) （2024.3.1 - 2024.3.20） |                                              |
| 雪孩子 · 牧笛 [二轮复播] （2024.2.29）       | 西游记 （2024.3.21 - ）                              |                                              |